# Борисов, Андрей Александрович (1971)
Андре́й Алекса́ндрович Бори́сов (род. в 1971 году в Курске) — российский государственный деятель, Глава администрации Сеймского округа города Курска (2020).

## Биография
Родился в 1971 году в Курске. Член партии «Единая Россия».
В 1993 году окончил Курский педагогический институт. С 1994 года работал учителем истории школы № 45 Курска. С 1999 по 2002 год работал заместителем главы администрации Сеймского округа Курска. В 2002 году окончил Орловскую академию госслужбы. В 2002 году работал заместителем главы администрации Курска. С 2013 по 2020 год работал заместителем главы администрации Центрального округа Курска.
С 2020 года работает главой администрации Сеймского округа Курска.